# Divojački vašar
Divojački vašar jedan je oblik narodnog okupljanja i tradicionalni običaj somborskih bunjevačkih Hrvata, čija je svrha bila da se somborci svih narodnosti okupe, upoznaju budućeg bračnog druga, druže i provesele. 

## Naziv
Kako se Divojački vašar održavao u doba  blagdana ili oko blagdana Svetog Franje, somborski Hrvati ovaj dan zovu i „Divojački vašar” jer toga dana momci biraju cure za svoje životne suputnice, a svekrve buduće snahe.

## Istorija
Hrvati na području Vojvodine predstavljaju heterogenu manjinsku zajednicu koja zbog spleta različitih društveno-istorijskih okolnosti prostor nastanjuje u više migracijskih talasa, najčešće
pod subetničkim imenima (koje uslovno i retrospektivno nazivamo hrvatskima), s relativno distinktivnim dijalektološkim osobensotima. Najpoznatiji su, a svakako i najistraženiji, podunavski Bunjevci i Šokci. Oni su u Vojvodini u sklopu širih migracija iz hrvatskoga matičnog prostora koji pored Hrvatske obuhvata i dielove Bosne i Hercegovine, doneli mnoge običaje i versku tradiciju.
Pojava Divojačkog vašara u Somboru vezuje se za središnju somborsku župnu crkvu posvećenu Presvetom Trojstvu, u kojoj su Somborci svoje „malo proštenje” na svetoga Franju uvek svečanije slavili. Tako je vremenom malo proštenje, koje još i danas kao tradicija živi u Somboru, u nedelju posle blagdana svetoga Franje (4. novembra) slavi još od turskih vremena naziva i Divojački vašar, na kome zajedno učestvuju bunjevački Hrvati i Srbi.
Te nedelje su se okupile devojke i mladići na trgu u Somboru, između franjevačkog samostana i gradske kuće, u kolo, dok su svirale gajde i tamburica. Oko momaka i devoJaka se se okupljali i njihovi roditelji. Nisu u kolu bili samo mladići i devojke, jer su im se pridruživali i njihovi rođaci. Ni varoška gospoda nije mogla odoleti da ne učestvuje na vašaru. 
U kolu je bio celi grad, jer su neoženjenim momcima roditelji birali devojku. Izabranica bi na vašaru dobila jabuku i licedarsko srce. 
Na početku 20. veka ovaj lepi narodni običaj preselio se sa trga Sombora pred gradskom kućom u dvorišta prigradskih krčmi, da bi vremenom običaj potpuno zamro.
Običaj Divojački vašar obnavljan je u nekoliko navrata, ali bi i brzo zamirao. Nakon višegodišnje pauze Divojački prvi obnovljeni vašar je održan 1988. godine, pa uzastopno 1993. i 1994. i 1997. godine. Nakon duže pauze kada je osnovan Klub ljubitelja biljaka „Za sreću veću” vašare je uzastopo održan 2001. i 2012. godine, i od tada se održava svake godine.

## Divojački vašar nekad i sad
Vašar nekad
Divojački vašar  je nekada bio odraz tadašnjeg načina života, u kome nije bilo savremenih sredstava komunikacije. Tokom nedelje išlo se na pijacu, nedeljom na misu, a posle šetnje korzom kući. Ono što je moglo zbližiti mlade bile su igranke, i zato su se oko Svetog Franje priređivali Divojački vašari na kojima se znalo da će se devojke najlepše obući, i to obično u novo „ruvo”, a to su radili i momci.
Za taj dan devojke su odevene u nove haljine a momci u nova odela, prvo odlazili na  Svetu misu koja se služila u crkvi Presvetog Trojstva, a potom na igranku ili Divojački vašar, na kome su  se okupljale sve generacije iz jedne kuće. Tokom vašarske ceremonije vladala je sledeća organizacija:
- „majke i mame” su sedele sa strane,
- mladi momci i devojke su plesali,
- deca su imitirala starije devojke i momke pa su i oni na ovakvim igrankama učili svoje prve plesne korake.[7]

Vašar je najverovatnije pored verske tradicije, nastao i kao običaj vezan za prve ljubavi, jer je dobar deo momaka i devojaka prvu ljubav začeo upravo na ovakvim okupljanjima, jer se tokom vašara „meldovalo", biralo, gledalo, stupalo u prve kontakte. 
| „ | Te ljubavi su ponekad znale napraviti i velike probleme svim ukućanima (tobože bez znanja roditelja), jer su cure znale „uskakati“, odnosno odlaziti kod momaka pre udadbe, jer nisu mogle dočekati njihovo vreme. | ” |

Vremenom vašar je izgubio prvobitni značaj jer su prošla vremena kada su se stariji u porodici slušali i poštovali, i birali im buduće supruge, a sredtsva savremene komunikacije i novi oblici ponašanja zamenili starovremeske običaje.
Vašar danas

Danas je Divojački vašar pretvoren u klasičnu igranku, jer ono što se nekada između devojaka i momaka događalo samo u jesen, sada se događa tokom cele godine, tako da je poslednjih godina ova manifestacija morala biti dopunjena novim sadržajima, poput revije bunjevačkih i šokačkih nošnji i izbora najlepših nošnji. 

## Literatura
- Milana Černelić, Jadranka Grbić Jakopović, Marijeta Rajković Iveta, Tihana Rubić, Matija Dronjić, Mihovil Gotal, (ur.). Bunjevci u vremenskom i prostornom kontekstu, Zagreb: FF press, Zavod za kulturu vojvođanskih Hrvata.
- Matarić, Franja. 1986. Monografija društva (Kulturno - umetničko društvo „Vladimir Nazor”). Sombor.
- Aleksa Kokić: U sjenama ravnice, Zavod za kulturu vojvođanskih Hrvata, Subotica, 2013.

## Spoljašnje veze
- „Divojački vašar” u Hrvatskom domu u Somboru[мртва веза] — Zavod za kulturu vojvođanskih Hrvata (jezik: hrvatski)